# Diversidad sexual en la República Democrática del Congo
Las personas lesbianas, gays, bisexuales y transgénero (LGBT) en la República Democrática del Congo enfrentan desafíos legales que no experimentan los residentes no LGBT. La actividad sexual entre personas del mismo sexo es legal tanto para hombres como para mujeres en la República Democrática del Congo (RDC), aunque las personas LGBT aún pueden ser objeto de enjuiciamiento en virtud de las disposiciones sobre indecencia pública en ocasiones.
La homosexualidad generalmente se considera inmoral, una opinión adoptada y promovida por grupos eclesiásticos influyentes dentro de la República Democrática del Congo. Las personas LGBT experimentan discriminación y hostilidad y son comúnmente estigmatizadas por la comunidad en general y los funcionarios. Las parejas del mismo sexo y los hogares encabezados por parejas del mismo sexo no son elegibles para las mismas protecciones legales disponibles para las parejas del sexo opuesto.

## Leyes relativas a la actividad sexual entre personas del mismo sexo
La actividad sexual entre personas del mismo sexo es legal en la República Democrática del Congo. La edad de consentimiento es igual, independientemente del sexo. Los actos homosexuales nunca han sido proscritos explícitamente en la historia del país. Antes de la fundación del estado en 1960, la República Democrática del Congo estaba gobernada por Bélgica, en aquel entonces potencia colonial europea y país en donde los actos homosexuales fueron despenalizados en 1794.
El Informe de Derechos Humanos de 2021 del Departamento de Estado de los Estados Unidos encontró que las personas que participaban públicamente en actividades consensuadas entre personas del mismo sexo, como, por ejemplo, besarse, a veces eran procesadas bajo disposiciones de indecencia pública "que rara vez se aplicaban a parejas del sexo opuesto".

## Reconocimiento de las relaciones entre personas del mismo sexo
No hay reconocimiento legal de las uniones del mismo sexo. Existe una prohibición constitucional del matrimonio entre personas del mismo sexo desde 2006. El primer párrafo del artículo 40, en la actual constitución congoleña, establece que "Toda persona tiene derecho a casarse con la persona de su elección, del sexo opuesto".

## Protecciones contra la discriminación
No existe una ley contra la discriminación que proteja la orientación sexual.

## Derechos transgénero
Muchos creen que las mujeres trans en la República Democrática del Congo son "hechiceras" y responsables de gran parte de los males del país, lo que lleva a una violencia y discriminación significativas contra ellas.

## Condiciones de vida
El Informe de derechos humanos de 2021 del Departamento de Estado de EE. UU. encontró que:

Si bien ninguna ley prohíbe específicamente la conducta sexual consentida entre personas del mismo sexo entre adultos, las personas que realizan exhibiciones públicas de conducta sexual consentida entre personas del mismo sexo, como besarse, a veces estaban sujetas a enjuiciamiento en virtud de las disposiciones sobre indecencia pública, que rara vez se aplicaban a las parejas del sexo opuesto. Una ONG local informó que las autoridades rara vez tomaban medidas para investigar, enjuiciar o castigar a los funcionarios que cometían abusos contra las personas LGBTQI+, ya sea en las fuerzas de seguridad o en otras partes del gobierno.

Identificarse como LGBTQI+ seguía siendo un tabú cultural. Las personas LGBTQI+ han sido objeto de acoso, estigmatización y violencia, incluida la violación "correctiva". Algunos líderes religiosos, transmisiones de radio y organizaciones políticas desempeñaron un papel clave en el apoyo a la discriminación contra las personas LGBTQI+.
Informe de prácticas de derechos humanos: DRC (2021), Departamento de Estado de los Estados Unidos

En comparación, el informe del Departamento de Estado de 2010 decía: "La homosexualidad seguía siendo un tabú cultural y, aunque continuaba el acoso por parte de las fuerzas de seguridad del estado, no hubo informes durante el año de que la policía acosara a gays y lesbianas o perpetrara o tolerara la violencia contra ellos".

## Opinión pública
En 2014, el 98% de los congoleños dijeron que estaban en contra del matrimonio entre personas del mismo sexo, mientras que solo el 2% lo apoyaba.